# Bisbat de Tacámbaro
El bisbat de Tacámbaro (espanyol: Diócesis de Tacámbaro, llatí: Dioecesis Tacambarensis) és una seu de l'Església Catòlica a Mèxic, sufragània de l'arquebisbat de Morelia, i que pertany a la regió eclesiàstica Don Vasco. Al 2014 tenia 358.000 batejats sobre una població de 374.000 habitants. Actualment està regida pel bisbe Gerardo Díaz Vázquez.

## Territori
La diòcesi comprèn 14 municipis de la part oriental de l'estat mexicà de Michoacán: Ario, Churumuco, La Huacana, Nuevo Urecho, Salvador Escalante, Tacámbaro, Madero, Turicato, Carácuaro, Nocupétaro, Juárez, Tiquicheo, Tuzantla i Susupuato.
La seu episcopal és la ciutat de Tacámbaro, on es troba la catedral de Sant Jeroni.
El territori s'estén sobre 14.624 km², i està dividit en 41 parròquies.

## Història
La diòcesi va ser erigida el 26 de juliol de 1913, prenent el territori de l'arquebisbat de Michoacán (avui arquebisbat de Morelia) i de la diòcesi de Zamora.
El 2 de maig de 1953, en virtut del decret Quo melius de la Sacra Congregació Concistorial cedí les parròquies d'Aquila, Coahuayana i Villa Victoria al bisbat de Colima.
El 30 d'abril de 1962 i el 27 d'octubre de 1964 cedí porcions del seu territori a benefici de les ereccions respectivament dels bisbats de bisbat de Apatzingán e de Ciudad Altamirano.

## Cronologia episcopal
- Leopoldo Lara y Torres † (23 de desembre de 1920 - 18 d'abril de 1933 renuncià)
- Manuel Pío López Estrada † (16 de juny de 1934 - 11 d'octubre de 1939 nomenat bisbe de Veracruz-Jalapa)
- José Abraham Martínez Betancourt † (17 de juliol de 1940 - 5 de juny de 1979 jubilat)
- Luis Morales Reyes (5 de juny de 1979 - 19 de febrer de 1985 nomenat bisbe coadjutor de Torreón)
- Alberto Suárez Inda (5 de novembre de 1985 - 20 de gener de 1995 nomenat arquebisbe de Morelia)
- Rogelio Cabrera López (30 d'abril de 1996 - 16 de juliol de 2001 nomenat bisbe de Tapachula)
- José Luis Castro Medellín, M.S.F. (25 d'octubre de 2002 - 22 d'agost de 2014 jubilat)
- Gerardo Díaz Vázquez, des del 22 d'agost de 2014

## Estadístiques
A finals del 2014, la diòcesi tenia 358.000 batejats sobre una població de 374.000 persones, equivalent al 95,7% del total.
| any  | població | població | població | sacerdots | sacerdots       | sacerdots       | sacerdots             | diaques | religiosos | religiosos | parròquies |
| ---- | -------- | -------- | -------- | --------- | --------------- | --------------- | --------------------- | ------- | ---------- | ---------- | ---------- |
| any  | batejats | total    | %        | total     | clergat secular | clergat regular | batejats por sacerdot | diaques | homes      | dones      |            |
| 1950 | 212.435  | 212.743  | 99,9     | 38        | 36              | 2               | 5.590                 |         |            | 19         | 26         |
| 1965 | 191.541  | 158.491  | 120,9    | 54        | 45              | 9               | 3.547                 |         | 2          | 85         | 17         |
| 1968 | 228.725  | 233.500  | 98,0     | 61        | 58              | 3               | 3.749                 |         | 4          | 109        | 20         |
| 1976 | 240.000  | 245.400  | 97,8     | 52        | 52              |                 | 4.615                 |         |            | 108        | 31         |
| 1980 | 275.000  | 281.334  | 97,7     | 62        | 61              | 1               | 4.435                 |         | 1          | 90         | 33         |
| 1990 | 342.587  | 349.579  | 98,0     | 78        | 77              | 1               | 4.392                 |         | 1          | 123        | 39         |
| 1999 | 374.120  | 387.227  | 96,6     | 77        | 75              | 2               | 4.858                 |         | 2          | 130        | 32         |
| 2000 | 374.170  | 381.806  | 98,0     | 87        | 85              | 2               | 4.300                 |         | 2          | 137        | 32         |
| 2001 | 367.152  | 373.663  | 98,3     | 88        | 86              | 2               | 4.172                 |         | 2          | 140        | 32         |
| 2002 | 357.435  | 374.745  | 95,4     | 76        | 74              | 2               | 4.703                 |         | 2          | 150        | 33         |
| 2003 | 336.058  | 365.280  | 92,0     | 82        | 81              | 1               | 4.098                 |         | 1          | 130        | 33         |
| 2004 | 335.121  | 360.345  | 93,0     | 86        | 85              | 1               | 3.896                 |         | 1          | 129        | 33         |
| 2010 | 346.000  | 362.000  | 95,6     | 96        | 94              | 2               | 3.604                 |         | 3          | 133        | 41         |
| 2014 | 358.000  | 374.000  | 95,7     | 87        | 85              | 2               | 4.114                 |         | 2          | 129        | 41         |